# Parorgerioides rupicola
Parorgerioides rupicola är en insektsart som först beskrevs av De Bergevin 1919.  Parorgerioides rupicola ingår i släktet Parorgerioides och familjen Dictyopharidae. Inga underarter finns listade i Catalogue of Life.